# Loto-Tonga Soka Centre
Het Loto-Tonga Soka Centre is een multifunctioneel stadion in Nuku'alofa, een plaats in Tonga. Het stadion wordt vooral gebruikt voor voetbalwedstrijden. In het stadion is plaats voor 1.000 toeschouwers. Het stadion wordt ook gebruikt voor internationale wedstrijden zoals kwalificatiewedstrijden voor het wereldkampioenschap voetbal 2018 of het Oceanisch kampioenschap voetbal onder 20 van 2016.